# Кефаления (тема)
Кефаления (на гръцки: θέμα Κεφαλληνίας/Κεφαλονίας) е една от византийските военноадминистративни единици – теми на Балканския полуостров.
Територията на тази тема се състои от Йонийските острови, без Китира. Просъществува от средата или края на 8 век /има различни мнения, поради липса на точни исторически данни/ до 1185 г.  Темата остава почти незасегната от славянизацията на целия Балкански полуостров през 6-7 век.  В периода 8-9 век темата служи като база за обратната елинизация по йонийското крайбрежие на Акарнания и Епир. 
Според Константин VII Багренородни в „За управлението на империята“, Византия прехвърля от Лангобардия една турма и поставя стратег на новата балканска тема при управлението на император Лъв VI Мъдри (886-912).  От други исторически източници са известни обаче имената на стратези на византийската тема - тактикон Успенски и аналите на кралството на франките. Дори да не е съществувала обособена темата до 809 г., то със сигурност е имало византийска стратегия на йонийските острови преди тази година – от средата или края на 8 век. 
Значението на Йонийските острови е най-вече за запазване на комуникацията между византийските владения на Балканите и в Мала Азия - с тези в южна Италия. От друга страна, посредством Отранто, се контролира достъпа до Адриатика от Средиземно море, а това е от стратегическо значение за противодействие на арабските пирати оплачкосващи цялото средиземноморско крайбрежие през 9-10 век. За имперско противодействие на последното, като опорна византийска имперска база служи темата Пелопонес. 
Седалището на стратега на темата е било вероятно в Корфу.  Според съвременни исторически оценки, военните сили в темата възлизат на около 2000 мъже в 9 век, но водещ и основен е византийския флот в случая.  Темата е също така често използвана като място за заточение на политическите затворници от Константинопол.  Последното споменаване на стратег на Кефаления е от 1011 г. Значението на темата значително намалява след загубата на южна Италия от Византия в средата на 11 век. След тази териториална ампутация, начело на темата не са стратези, а цивилни управители - крити, т.е. вид „съдии“ с административни функции. 
В края на 11 век Йонийските острови са бойно поле във византийско-норманските войни. Остров Корфу е зает от норманите от южна Италия през 1081-1085 и 1147-1149 г., докато венецианците безуспешно го обсаждат през 1122-1123 г. Остров Кефалония е също така безуспешно обсаден в 1085 г. и разграбен в 1099 г. от пизаните и в 1126 г. от венецианците. 
През 1185 г. всички йонийски острови, с изключение на Лефкада, са завоювани от Вилхелм II за Сицилианското кралство. С изключение на Корфу, чието владение е възстановено за империята през 1191 г., останалите йонийски острови са загубени за Византия, а скоро след това е образувано графство Кефалония и Закинтос от адмирал Маргарит от Бриндизи. 